# Heather de Michele
Heather de Michele est un réalisatrice, productrice et monteuse américaine. Ces films traitent régulièrement de l'homosexualité féminine.

## Biographie
En 2015, Heather de Michele réalise son premier long métrage, As Good As You.

## Filmographie
| année     | film                                     | réalisatrice | productrice | monteuse | actrice                | notes                      |
| --------- | ---------------------------------------- | ------------ | ----------- | -------- | ---------------------- | -------------------------- |
| 2006      | Lesbian Pulp-O-Rama Goes to Sweden!      | Oui          | Oui         |          |                        | documentaire               |
| 2009      | Sondra Stingray: Sapphic Gumshoe         | Oui          |             |          |                        | court métrage              |
| 2009      | The Nukes                                |              |             | Oui      |                        | court métrage documentaire |
| 2010      | The Real Girl's Guide to Everything Else | Oui          |             |          |                        | série télévisée            |
| 2010      | Pluto                                    | Oui          |             | Oui      |                        | court métrage              |
| 2011      | Sati                                     | Oui          |             |          |                        | court métrage              |
| 2011      | Lacuna                                   | Oui          | Oui         |          |                        | court métrage              |
| 2011-2012 | Stage 5                                  |              |             |          | elle-même (2 épisodes) | série télévisée            |
| 2012      | Liking Men                               | Oui          |             |          |                        | court métrage              |
| 2013      | El Doctor                                | Oui          |             |          |                        | court métrage              |
| 2014      | Grrl's Guide to Filmmaking               |              |             |          | elle-même (1 épisode)  | série télévisée            |
| 2015      | As Good As You                           | Oui          |             |          |                        | long métrage               |